# Víceúčelový logistický modul

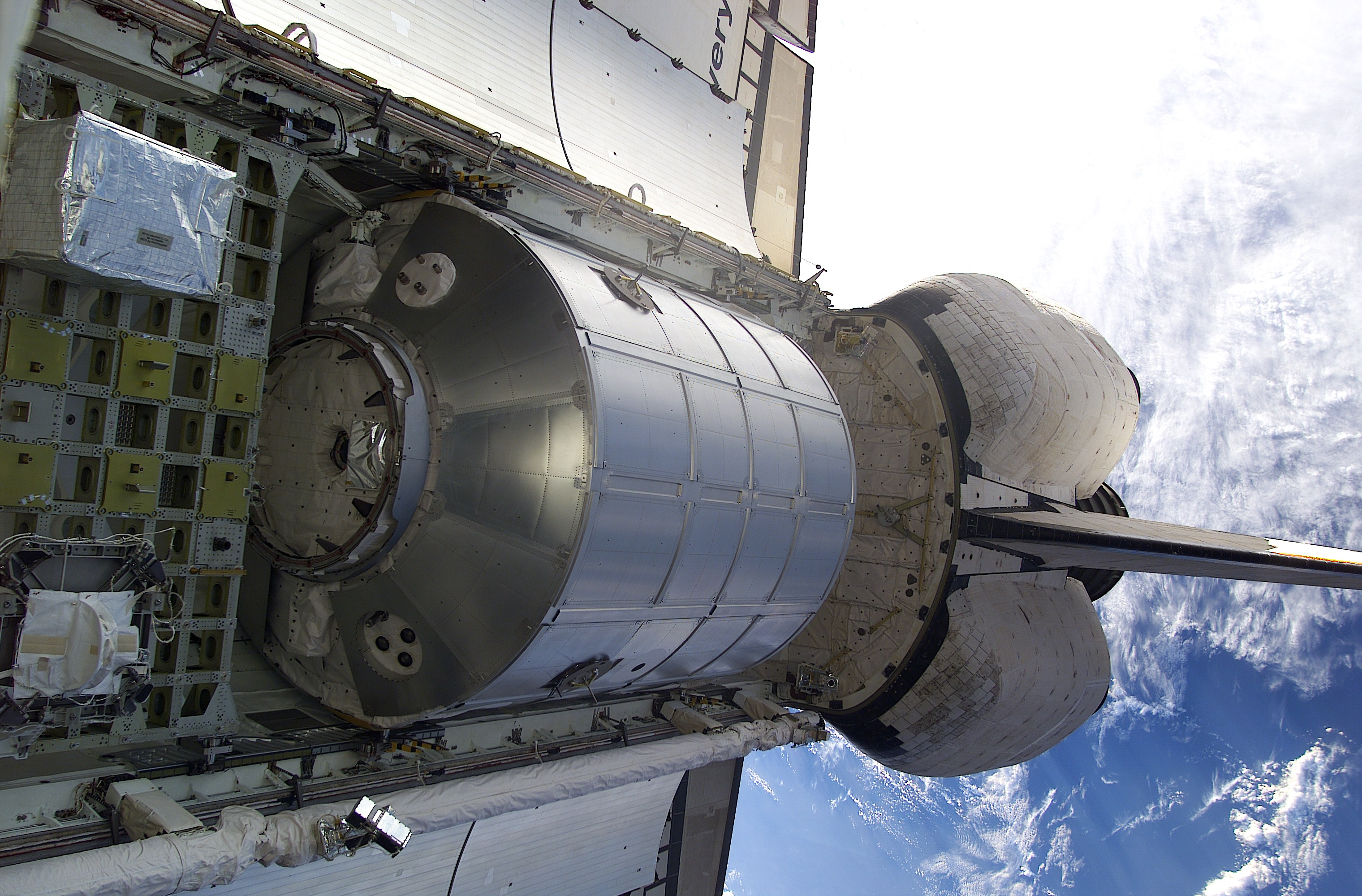
Víceúčelový logistický modul
v nákladovém prostoru raketoplánu Discovery při misi STS-102

Víceúčelový logistický modul (anglicky Multi-Purpose Logistics Module) je nákladní modul, který je vynášen raketoplánem k vesmírné stanici.

## MPLM Leonardo u ISS
Patrně nejznámější modul MPLM (Multi Purpose Logistic Module) Leonardo byl při misi STS-133 připojen ke komplexu stanice ISS nastálo a slouží jako skladovací modul. Teoreticky by v něm mohly být umístěné experimenty, jejich vzorky nebo výsledky. Modul byl vynesen 24. února 2011.

## Vývoj a pojmenování
Na vývoji mezinárodní vesmírné stanice se podílela nejen americká NASA, ale i evropská agentura ESA a řada agentur národních. Italská kosmická agentura ASI si vzala v roce 1996 na starost dodání třech typů MPLM a pojmenovala je po italských velikánech Leonardo, Donatello a Raffaello. Zároveň se jedná o jména postaviček z komiksu Želvy Ninja, od těch proto bylo odvozeno logo pro tyto moduly.
Vlastní výrobu provedla italská firma Alenio Spazio S.p.A.

## Použití
Pomocí kanadské ruky se modul připojí ke stanici a kosmonauti z něj vyloží náklad. Před odletem raketoplánu se modul naplní odpadky a věcmi, které mají být dopraveny na Zem. Modul je opět odpojen a naloží se do nákladového prostoru raketoplánu, který se s ním vrátí na Zem. Životnost modulů je udána na 25 letů raketoplánem, resp. 10 let. Životnost modulů určila ESA.